# Sokolnice

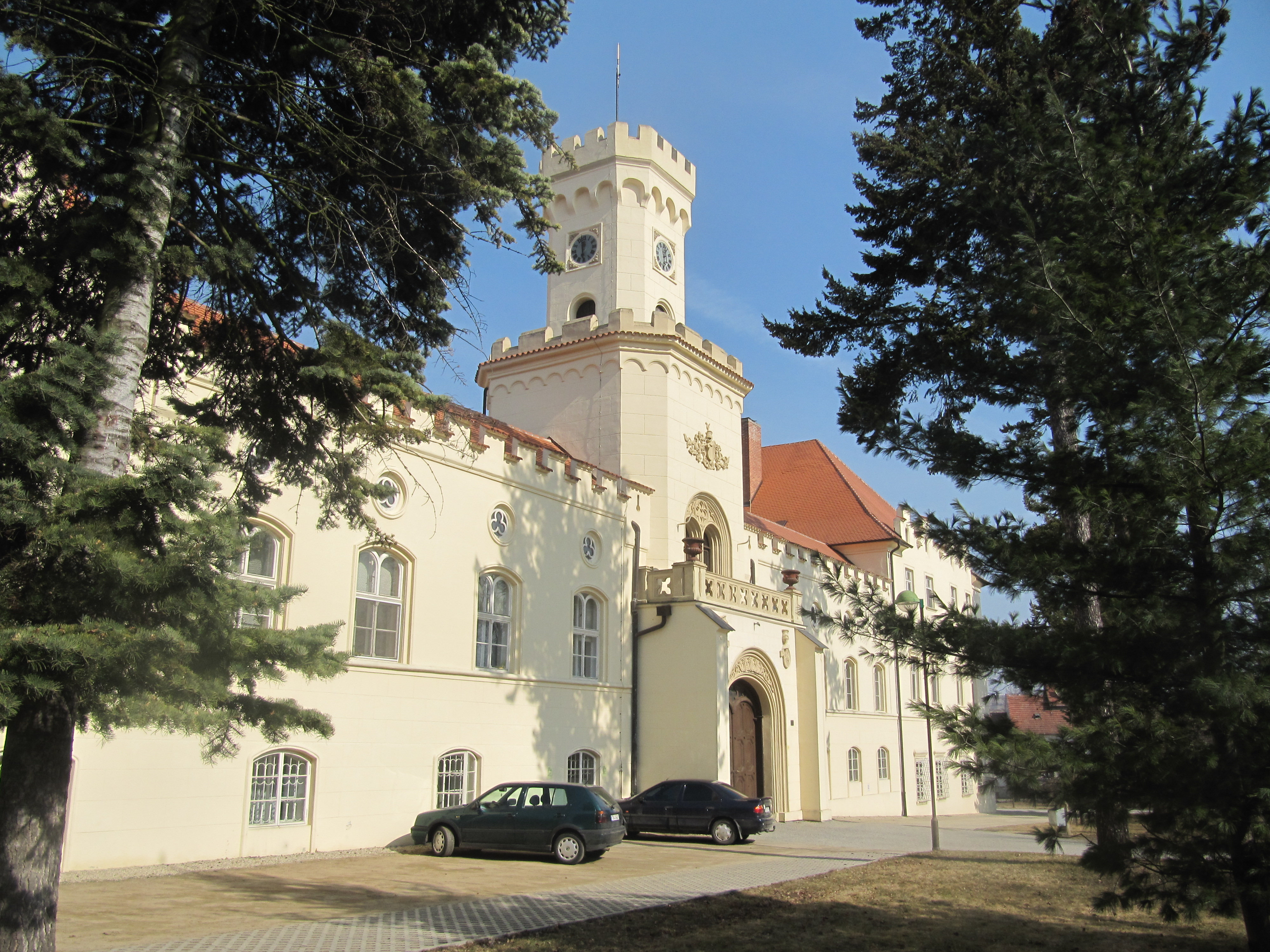
Schloss von Sokolnice

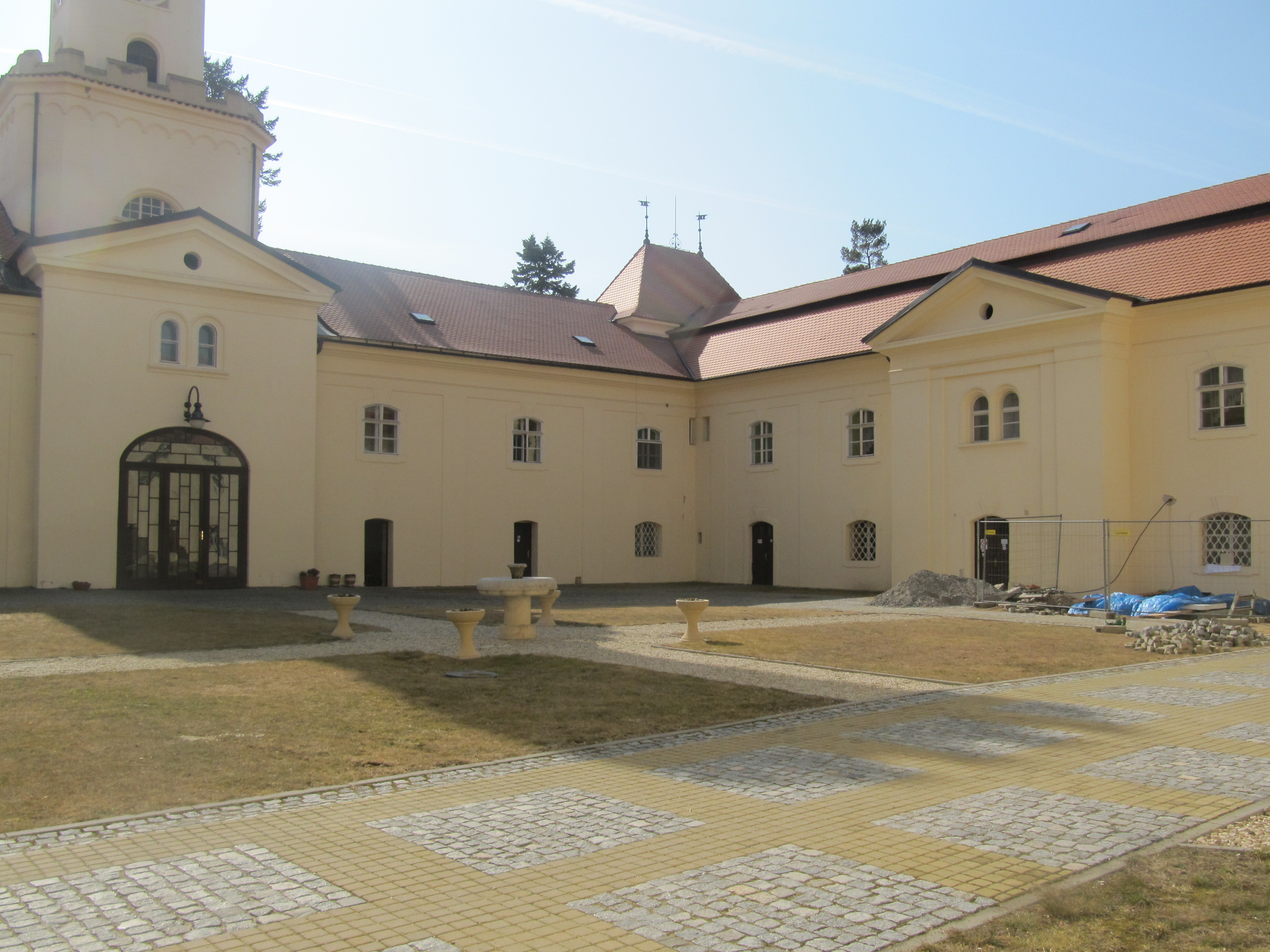
Im Hof des Schlosses

Sokolnice (deutsch Sokolnitz, auch Zokolnitz) ist eine Gemeinde in Tschechien. Sie liegt zwölf Kilometer südöstlich des Stadtzentrums von Brünn (Brno) und gehört zum Okres Brno-venkov.

## Geographie
Sokolnice befindet sich am Fuße der Ausläufer des Steinitzer Waldes in der Thaya-Schwarza-Talsenke. Das Dorf erstreckt sich am rechten Ufer der  Říčka (Goldbach). Nordöstlich erheben sich der Štosy (232 m) und Pracký kopec (324 m), im Osten die Stará hora (307 m) sowie im Nordwesten der Černý vrch (226 m). Nordwestlich befindet sich der Flughafen Brno-Tuřany. Im Süden verläuft die Eisenbahnstrecke von Brno nach Křenovice vorbei. Gegen Westen liegt das Umspannwerk Sokolnice.
Nachbarorte sind Kobylnice im Norden, Prace im Nordosten, Hostěrádky-Rešov im Osten, Újezd u Brna im Südosten, Telnice im Süden, Měnín, Otmarov und Vladimírov im Südwesten sowie Chrlice, Tuřany und Dvorska im Nordwesten.

## Geschichte
Die erste schriftliche Erwähnung des Dorfes Sokolníky erfolgte im Jahre 1350. 1437 verpfändete das Benediktinerstift Třebíč Sokolnice zusammen mit Telnice an Peter von Schellenberg. 1466 wurde ein Anteil an einen Herrn von Syrovátka weitergereicht. Während des böhmisch-ungarischen Thronfolgekrieges gehörten beide Dörfer wieder Peter von Schellenberg, der sie 1492 an die Brüder Beneš und Dobeš von Boskowitz weiterverpfändete. im Jahre 1500 kaufte Wilhelm II. von Pernstein den Pfandbrief und erwarb wenig später auch den Anteil der Herren von Syrovátka hinzu. Sein Enkel Vratislav von Pernstein verkaufte die Herrschaft Sokolnitz einschließlich Telnitz, Petronat und Medlanko um 1550 an Peter Sádovský von Sloupno. Zu dieser Zeit bestanden in Sokolnitz die Feste, zwei Höfe, eine Mühle, eine Brauerei und Weingärten. Die Feste wurde im Jahre 1560 zu einem vierflügeligen Renaissanceschloss umgebaut. Dessen Sohn Johann Sádovský verkaufte den Besitz 1588 an Heinrich Pfefferkorn von Ottopach. Zwei Jahre später erwarb Heinrich Burggraf von Donyn die Herrschaft aus dem verschuldeten Pfefferkornschen Nachlass. Er verkaufte sie 1596 an Bohuslav Bořita von Buč auf Lösch und Kobelnitz. Sein Sohn Johann Melchior Bořita veräußerte Sokolnitz einschließlich Telnitz, Medlanky, Kobelnitz und Horakow 1625 an Elisabeth Berger. Ihr folgte deren Tochter Maria Franziska (Priska), die mit dem Grafen Franz von Magni auf Straßnitz verheiratet war. Bis 1664 waren daraufhin die Herrschaften Lösch und Sokolnitz vereint. Am 24. April 1664 verkaufte Franz Karl Kolowrat-Libštejnský die Dörfer Sokolnitz, Telnitz, Kobelnitz, Puntowitz, Horakow und Girzikowitz an Maria Polxena Paßman von Panaß. Nach deren Tode fiel der Besitz ihren Mann Johann Albrecht von Lamberg zu. Dessen zweiter Frau Johanna Barbara von Oppel verkaufte die Güter im Namen ihres Sohnes 1693 an Franz Xaver von Dietrichstein auf Boskovice. Unter den Grafen Dietrichstein erfolgte eine barocke Umgestaltung des Schlosses. Die Herrschaft Sokolnice umfasste im Jahre 1750 die Dörfer Horákov, Kobylnice, Ponětovice, Sokolnice, Telnice sowie einen Anteil von Jiříkovice.  Am 2. Dezember 1805 lag das Dorf im südlichen Teil des Schlachtfeldes der Dreikaiserschlacht. Nach dem Tode von Franz Graf Dietrichstein-Proskau erbte 1814 dessen gleichnamiger Sohn die Allodialherrschaft Sokolnitz. Am 22. November 1822 kaufte dieser von der Staatsgüteradministration das Gut Blaziowitz hinzu. 1834 lebten in Sokolnitz 23125 Menschen. Letzte Grundherren der Allodialherrschaft Sokolnitz mit den angeschlossenen Gütern Blasowitz und Turas waren die Grafen Mitrovský.
Nach der Aufhebung der Patrimonialherrschaften bildete Sokolnice mit dem Ortsteil Kobelnice ab 1850 eine Gemeinde in der Bezirkshauptmannschaft Brünn. 1867 löste sich Kobelnice von Sokolnice los und bildete eine eigene Gemeinde. Pfarrort ist Telnice.

## Gemeindegliederung
Für die Gemeinde Sokolnice sind keine Ortsteile ausgewiesen.

## Sehenswürdigkeiten
- Schloss Sokolnice, das ehemalige Barockschloss wurde im 19. Jahrhundert unter den Grafen Mitrovský im Tudorstil umgestaltet. Es dient heute als Altersheim.
- Schlosskapelle der hl. Kreuzerhöhung, mit Fresken von J. Stern. Die Krypta wurde mit Beton verfüllt.
- Kapelle des hl. Wenzel am Dorfplatz, erbaut 1908
- Sühnekreuz Na Stráži aus dem Jahre 1796
- Naturdenkmal Žabárník mit Bewässerungsspeicher Balaton am Bach Dunávka, nordwestlich des Dorfes
- Pracký kopec mit Monument Grabhügel des Friedens zu Gedenken an die Dreikaiserschlacht